# Paul Jouret

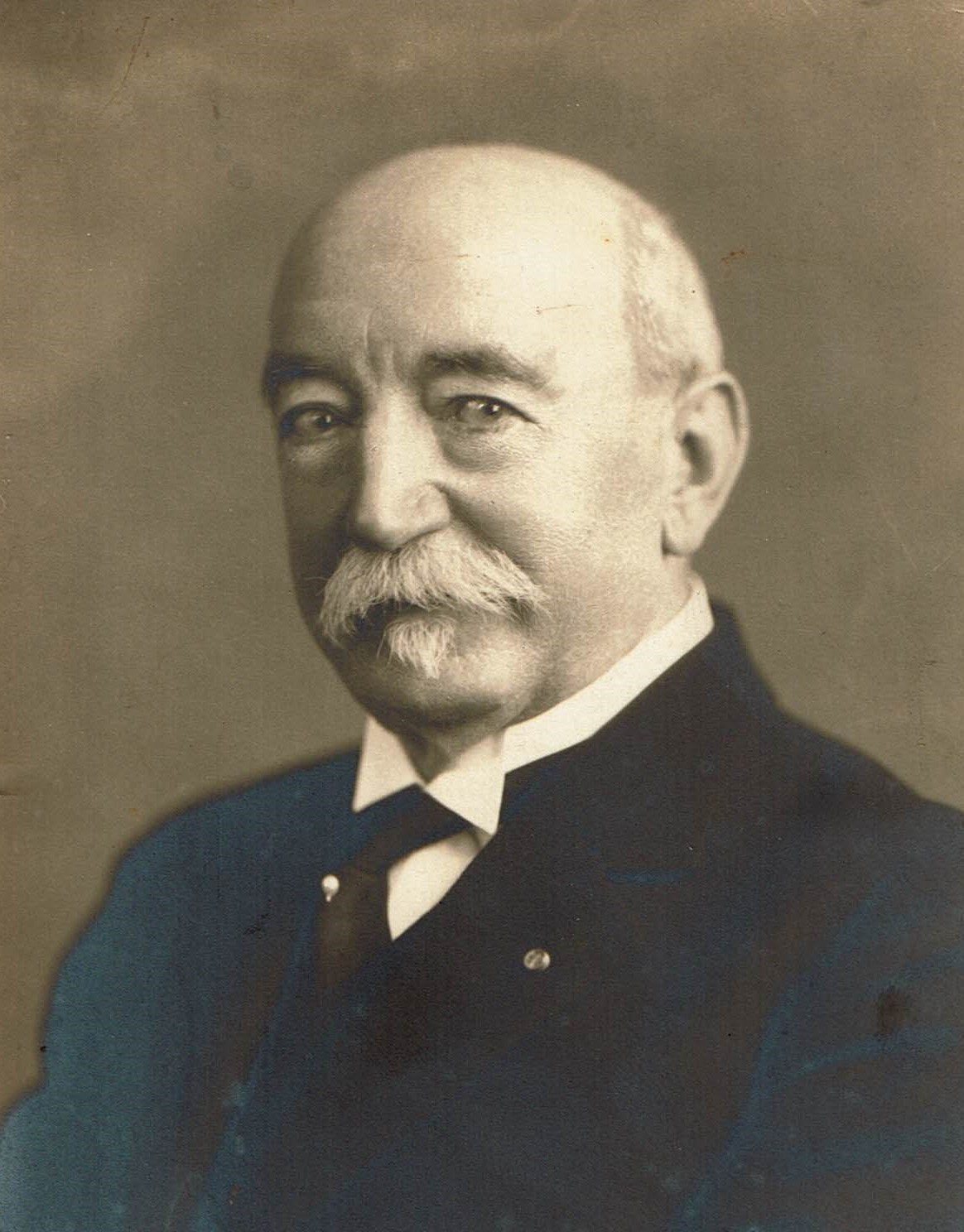
Paul Jouret

Paul-Henri Jouret (Vloesberg, 10 december 1863 - 21 mei 1935) was een Belgisch volksvertegenwoordiger en burgemeester.

## Levensloop
Jouret promoveerde tot doctor in de rechten aan de universiteit van Gent. Hij werd notaris in Vloesberg.
In die gemeente werd hij in 1904 gemeenteraadslid en in 1908 burgemeester.
Van 1912 tot 1925 en van 1929 tot 1932 was hij liberaal volksvertegenwoordiger voor het arrondissement Doornik-Aat.